# 卡里尼亚诺王子级铁甲舰
卡里尼亚诺王子级铁甲舰（義大利語：Classe Principe di Carignano）是1860年代为意大利皇家海军建造的三艘铁甲舰。这一舰级包括“卡里尼亚诺王子”号、“墨西拿”号以及“佛得伯爵”号。在最初的订购计划中本级三舰是木制蒸汽巡航舰，之后被重新设计成为铁甲舰。由此，本舰级也是意大利自行建造的第一批铁甲舰。但由于意大利造船厂经验不足以及经历了原稿被推翻进行重新设计的过程，导致建造周期蔓延。以至于在1866年第三次意大利独立战争爆发时，仅有首舰及时完成了建造。最初建造的两舰由121（4.75英寸）厚的熟铁制水线装甲带防护，而“佛得伯爵”号仅有部分装甲带包覆。
“卡里尼亚诺王子”号于1866年7月20日参加了利萨海战。在战斗中作为战列线旗舰的本舰并未深入参战。1870年代因中央炮房舰和炮塔舰的迅速兴起，三艘卡里尼亚诺王子级铁甲舰并没有长时间的活跃运用。为了削减维护预算以抵消正在建造的新舰的资金支出，“卡里尼亚诺王子”号于1875年被从海军序列中除籍，“墨西拿”号和“佛得伯爵”号紧随其后于1880年被除籍。

## 设计
卡里尼亚诺王子级的前两艘舰艇最初是意大利统一前不久由撒丁王国海军订购的蒸汽巡航舰。然而当建造工程开始后，新成立的意大利皇家海军决定将这些舰只改成铁甲舰。第三舰“翁贝托国王”号由于建造进度过于超前而无法改装，因此还是被作为木制军舰完成了建造。第四舰“佛得伯爵”号则是根据修改后的设计而建造的。由于刚统一的意大利认为奥地利占有了包括威尼斯在内的大量意大利人聚居区。这些军舰是意大利海军扩张计划的一部分，该计划旨在建立一支能够击败奥地利海军的铁甲舰队。

### 常规特性和轮机
卡里尼亚诺王子级各舰在尺寸上略有差异。“卡里尼亚诺王子”号垂标间距为72.98（239英尺5英寸），舷宽15.1米（49英尺6英寸），平均吃水7.18米（23英尺7英寸），常规排水量3,446長噸（3,501公噸），满载排水量3,912長噸（3,975公噸）。“墨西拿”号垂标间距72.8米（238英尺10英寸），舷宽15.1米（49英尺6英寸），平均吃水7.27米（23英尺10英寸），常规负载下的排水量为3,868長噸（3,930公噸），满载时4,245長噸（4,313公噸）。“佛得伯爵”号的垂标间距为73.7米（241英尺10英寸），舷宽15.3米（50英尺2英寸），吃水深6.5米（21英尺4英寸），常规负载下3,514長噸（3,570公噸），满载时则为3,866長噸（3,928公噸）。每艘舰上的常规配置为572名军官及士兵。
舰载推进系统由一台单胀船用蒸汽机驱动一具单螺旋桨的系统组成。蒸汽由六座燃煤圆柱形火管锅炉提供，锅炉废气集中从一根烟囱中排出。最高航速10.2至11.4節（18.9至21.1每小時；11.7至13.1英里每小時），其中“佛得伯爵”号主机最高输出功率可达1,968匹指示馬力（1,468千瓦特）。在10節（19每小時；12英里每小時）航速下这些舰只可以航行1,200海里（2,200；1,400英里）。作为蒸汽动力的补充，舰上还装有三桅巴肯亭式帆装。

### 武器和装甲
卡里尼亚诺王子级属于船旁列炮铁甲舰，首舰装备有10门72磅203（8英寸）炮和12门164（6.5英寸）來福線前膛砲，“墨西拿”号和“佛得伯爵”号则装备了4门8英寸炮和18门164毫米炮。本级舰的舰首安装了一个马刺形的撞角。1870年，舰只的武装被修改，“卡里尼亚诺王子”号保留了8门炮中的4门，其余4门被164毫米炮取代。“墨西拿”号的10门164毫米口径炮，换成了两门254毫米口径炮，而“佛得伯爵”号则被换装了6门10毫米口径炮和1门8毫米口径炮。
本级前两舰的舰体水面部分覆盖有121（4.75英寸）厚的熟铁装甲。与其姊妹舰不同，“佛得伯爵”号舰体上部并未全部安装装甲带，仅在舰首和舰尾有部分装甲覆盖，舰体其余部分还是传统的木制装甲。

## 舰只
| 舰名                    | 建造者               | 开建          | 下水           | 完工          |
| ----------------------- | -------------------- | ------------- | -------------- | ------------- |
| “卡里尼亚诺王子”号 （Principe di Carignano） | 福斯造船厂           | 1861年1月     | 1863年9月15日  | 1865年6月11日 |
| “墨西拿”号 （）         | 斯塔比亚堡皇家造船厂 | 1861年9月28日 | 1864年12月20日 | 1867年2月     |
| “佛得伯爵”号 （）       | 奥兰多兄弟造船厂     | 1863年3月2日  | 1867年7月29日  | 1871年12月    |

## 服役记录
尽管卡里尼亚诺王子级是意大利第二款铁甲舰，但在首舰“卡里尼亚诺王子”号投入使用前，在海外建造的的意大利国王级以及玛利亚·皮亚皇后级铁甲舰都已经快全部完工。“卡里尼亚诺王子”号是本舰级中唯一及时完工并参加第三次意大利独立战争中对奥地利帝国作战的舰只。1866年6月战争爆发，彼时与普鲁士结盟的意大利试图利用普奥战争夺取奥地利控制的威尼斯。卡洛·佩利翁·德·佩尔萨诺海军上将在战争爆发初期选择率领意大利舰队固守在港湾内，并在7月中旬开始对利萨岛发动进攻，奥地利海军指挥官威廉·冯·特格特霍夫出动进行反击，最终于7月20日爆发了利萨海战。由于特格特霍夫率领的奥地利舰队集中攻击了位于中间位置的意大利舰只，作为战列线领航舰的“卡里尼亚诺王子”号并没有受到太大的攻击。“卡里尼亚诺王子”号试图攻击奥地利舰队的木质舰艇，但未能成功。之后，佩尔萨诺下令中断了作战行动，使得意大利舰队变得混乱不堪。在这期间铁甲舰“意大利国王”号和“帕莱斯特罗”号被击沉。
本级三舰因中央炮房舰以及炮塔舰的飞速发展而很快被淘汰，在1870年代没有参与太多的活动。“卡里尼亚诺王子”号和“墨西拿”号在1870年换装新型舰炮。由于利萨海战后议会对海军的支持力度大减，这两舰在当年并没有参加意大利统一战争中对奇维塔韦基亚的攻击作战。1875年，为了减少维护预算，“卡里尼亚诺王子”号被报废出售，用以抵偿正在新建的卡约·杜里奥级和意大利级铁甲舰的部分建造成本。1880年，“墨西拿”号和“佛得伯爵”号也随之出售。后者在被出售后一直处于闲置状态，直到1898年被拆解。

## 脚注

### 引文
1. 1 2  全国科学技术名词审定委员会 (2019)，第240頁.
2. ↑  全国科学技术名词审定委员会 (2019)，第68頁.
3. 1 2 3 4  张恩东 (2018)，第232頁.
4. ↑  张黎源 (2020)，第160頁.
5. 1 2 3 4  张黎源 (2020)，第222頁.
6. 1 2 3  陈悦 (2015)，第234頁.
7. 1 2  张恩东 (2018)，第1頁.
8. 1 2  李昊 (2020)，第57頁.
9. ↑  Fraccaroli (1979)，第335, 338頁.
10. 1 2 3 4 5 6 7 8 9 10 11 12 13 14 15 16  Fraccaroli (1979)，第338頁.
11. ↑  李昊 (2019)，第109頁.
12. ↑  李昊 (2020)，第15頁.
13. ↑  香港城市大學中國文化中心 (2006)，第206頁.
14. ↑  馬幼垣 (2009)，第653頁.
15. ↑  鄺智文 & 蔡耀倫 (2018)，第39頁.
16. ↑  Fraccaroli (1979)，第338–339頁.
17. ↑  Sondhaus (1994)，第1頁.
18. ↑  毛红梅 (2020)，第598頁.
19. ↑  朱鸿飞 (2016)，第58頁.
20. ↑  布鲁斯·泰勒 (2021)，第265頁.
21. ↑  张恩东 (2018)，第233頁.
22. ↑  顾慧丽 (1998)，第236頁.
23. ↑  Greene & Massignani (1998)，第232頁.
24. ↑  Wilson (1896)，第232–241頁.
25. ↑  张恩东 (2018)，第239頁.
26. ↑  张恩东 (2018)，第241頁.
27. ↑  Sondhaus (1994)，第50–51頁.